# سوتکامو
سوتْکامو (به فنلاندی: Sotkamo) یک منطقهٔ مسکونی در فنلاند است که در کاینو واقع شده‌است.

## خواهرخوانده
شهر ایسنی ایم آلگوی خواهرخواندهٔ سوتکامو هست.